# José María Castro Madriz
Pour les articles homonymes, voir Madriz.
José María Castro Madriz, né le 1er septembre 1818 et mort le 4 avril 1892, est un avocat et un homme d'État costa Ricain. Il fut président du Costa Rica de 1847 à 1849 et de 1866 à 1868.